# 경기도의 유형문화재 (제1호 ~ 제100호)
경기도의 유형문화재는 지방유형문화재 중에서 경기도에 있는 문화재를 의미한다.

## 지정 목록

### 제1호 ~ 제100호
| 번호  | 사진                                                                                    | 명칭 | 소재지                                            | 관리자 (단체)        | 지정일                                                                     | 참조                              |
| 1호   | https://www.gg.go.kr/cms/uploads/BOARD/2021/02/%EC%88%98%EC%96%B4%EC%9E%A5%EB%8C%80.PNG | 수어장대 (守禦將臺)                                                                                          | 경기 광주시 남한산성면 산성리 815-1               | 경기도지사           | 1972년 5월 4일 지정 2021년 12월 23일 보물지정                              |                                   |
| 2호   |                                                                                         | 숭렬전 (崇烈殿)                                                                                              | 경기 광주시 남한산성면 산성리 717                 | 경기도지사           | 1972년 5월 4일 지정 2022년 11월 25일 보물지정                              |                                   |
| 3호   |                                                                                         | 청량당 (淸凉堂)                                                                                              | 경기 광주시 남한산성면 산성리 815-2번지           | 경기도지사           | 1972년 5월 4일 지정                                                        |                                   |
| 4호   |                                                                                         | 현절사 (顯節祠)                                                                                              | 경기 광주시 남한산성면 남한산성로 732-42 (산성리) | 경기도지사           | 1972년 5월 4일 지정                                                        |                                   |
| 5호   |                                                                                         | 침괘정 (枕戈亭)                                                                                              | 경기 광주시 남한산성면 산성리 591-1번지           | 경기도지사           | 1972년 5월 4일 지정                                                        |                                   |
| 6호   |                                                                                         | 연무관 (演武館)                                                                                              | 경기 광주시 남한산성면 산성리 400-1번지           | 경기도지사           | 1972년 5월 4일 지정 2021년 12월 23일 보물지정                              |                                   |
| 7호   |                                                                                         | 심곡서원 (深谷書院)                                                                                          | 경기 용인시 수지구 상현동 203-2                   | 심곡서원             | 1972년 5월 4일 지정, 2015년 1월 28일 해지, 사적 제530호로 승격             |                                   |
| 8호   |                                                                                         | 덕봉서원 (德峰書院)                                                                                          | 경기 안성시 양성면 덕봉리 108                     | 김진국               | 1972년 5월 4일 지정                                                        |                                   |
| 9호   |                                                                                         | 충렬서원 (忠烈書院)                                                                                          | 경기 용인시 처인구 모현읍 능원리 118-1            | 정덕화               | 1972년 5월 4일 지정                                                        |                                   |
| 10호  |                                                                                         | 우저서원 (牛渚書院)                                                                                          | 경기 김포시 감정동 492                            | 심의석               | 1972년 5월 4일 지정                                                        |                                   |
| 11호  |                                                                                         | 금동향로 (金銅香爐)                                                                                          | 경기 화성시 용주로 136                            | 용주사               | 1972년 5월 4일 지정                                                        |                                   |
| 12호  |                                                                                         | 청동향로 (靑銅香爐)                                                                                          | 경기 화성시 용주로 136                            | 용주사               | 1972년 5월 4일 지정                                                        |                                   |
| 13호  |                                                                                         | 용주사상량문 (龍珠寺上樑文)                                                                                  | 경기 화성시 용주로 136                            | 용주사               | 1972년 5월 4일 지정                                                        |                                   |
| 14호  |                                                                                         | 전적수사본 (典籍手寫本)                                                                                      | 경기 화성시 용주로 136                            | 용주사               | 1972년 5월 4일 지정                                                        |                                   |
| 15호  |                                                                                         | 용주사병풍 (龍珠寺屛風)                                                                                      | 경기 화성시 용주로 136                            | 용주사               | 1972년 5월 4일 지정                                                        |                                   |
| 16호  |                                                                                         | 용주사대웅전후불탱화 (龍珠寺大雄殿後佛幀畵)                                                                  | 경기 화성시 용주로 136                            | 용주사               | 1972년 5월 4일 지정                                                        |                                   |
| 17호  |                                                                                         | 불설부모은중경판 (佛設父母恩重經板)                                                                          | 경기 화성시 용주로 136                            | 용주사               | 1972년 5월 4일 지정, 2012년 2월 22일 해제, 보물 제1754호로 승격            |                                   |
| 18호  |                                                                                         | (미상) |                                                   |                      |                                                                            |                                   |
| 19호  |                                                                                         | 용흥궁 (龍興宮)                                                                                              | 경기 강화군 강화읍 관청리 441                     | 강화군               | 1972년 5월 4일 지정, 1995년 3월 1일 해제, 인천 유형문화재 제20호로 재지정  |                                   |
| 20호  |                                                                                         | 강한사 (江漢祠)                                                                                              | 경기 여주시 하동 200-1                            | 신진자               | 1972년 5월 4일 지정                                                        |                                   |
| 21호  |                                                                                         | 충렬사 (忠烈祠)                                                                                              | 경기 강화군 선원면 선행리 371                     | 김성준               | 1972년 5월 4일 지정, 1995년 3월 1일 해제, 인천 유형문화재 제21호로 재지정  |                                   |
| 22호  |                                                                                         | 수종사오층석탑 (水鐘寺五層石塔)                                                                              | 경기 남양주시 조안면 북한강로433번길 186          | 수종사               | 1972년 5월 4일 지정, 2013년 9월 4일 해제, 보물 제1818호로 승격             |                                   |
| 23호  |                                                                                         | (미상) |                                                   |                      |                                                                            |                                   |
| 24호  |                                                                                         | 지지대비 (遲遲臺碑)                                                                                          | 경기 수원시 장안구 파장동 산47-2                  | 수원시               | 1972년 7월 3일 지정                                                        |                                   |
| 25호  |                                                                                         | 김상용선생순절비 (金尙容先生殉節碑)                                                                          | 경기 강화군 강화읍 관청리 520                     | 강화군               | 1972년 5월 4일 지정, 1995년 3월 1일 해제, 인천 기념물 제35호로 재지정      |                                   |
| 26호  |                                                                                         | 양헌수장군승전비 (梁憲洙將軍勝戰碑)                                                                          | 경기 강화군 길상면 온수리                         | 전등사               | 1972년 5월 4일 지정, 1995년 3월 1일 해제, 인천 유형문화재 제23호로 재지정  |                                   |
| 27호  |                                                                                         | 연미정 (燕尾亭)                                                                                              | 경기 강화군 강화읍 월곶리 242                     | 황우복               | 1972년 5월 4일 지정, 1995년 3월 1일 해제, 인천 유형문화재 제24호로 재지정  |                                   |
| 28호  |                                                                                         | (미상) |                                                   |                      |                                                                            |                                   |
| 29호  |                                                                                         | (미상) |                                                   |                      |                                                                            |                                   |
| 30호  |                                                                                         | (미상) |                                                   |                      |                                                                            |                                   |
| 31호  |                                                                                         | (미상) |                                                   |                      |                                                                            |                                   |
| 32호  |                                                                                         | (미상) |                                                   |                      |                                                                            |                                   |
| 33호  |                                                                                         | (미상) |                                                   |                      |                                                                            |                                   |
| 34호  |                                                                                         | 인목대비친필족자 (仁穆大妃親筆族子)                                                                          | 경기 안성시 죽산면 칠장리 764                     | 칠장사               | 1973년 7월 10일 지정, 2010년 2월 4일 해제, 보물 제1627호로 승격            |                                   |
| 35호  |                                                                                         | 포초골미륵좌불 (포초골彌勒坐佛)                                                                              | 경기 여주시 금사면 외평리 454-1                   | 여주시               | 1973년 7월 10일 지정                                                       |                                   |
| 36호  |                                                                                         | 기솔리석불입상 (基率里石佛立像)                                                                              | 경기 안성시 삼죽면 기솔리 33-1                    | 안성시               | 1973년 7월 10일 지정                                                       |                                   |
| 37호  |                                                                                         | 매산리석불입상 (梅山里石佛立像)                                                                              | 경기 안성시 죽산면 매산리 366                     | 안성시               | 1973년 7월 10일 지정                                                       |                                   |
| 38호  |                                                                                         | 만안교 (萬安橋)                                                                                              | 경기 안양시 만안구 석수동 679                     | 안양시               | 1973년 7월 10일 지정                                                       |                                   |
| 39호  |                                                                                         | 칠장사당간 (七長寺幢竿)                                                                                      | 경기 안성시 죽산면 칠장리 801-1                   | 안성시               | 1973년 7월 10일 지정                                                       |                                   |
| 40호  |                                                                                         | 대동법시행기념비 (大同法施行記念碑)                                                                          | 경기 평택시 소사동 140-1                          | 평택시               | 1973년 7월 10일 지정                                                       |                                   |
| 41호  |                                                                                         | 명성황후탄강구리비 (明成皇后誕降舊里碑)                                                                      | 경기 여주시 능현동 250-1                          | 여주시               | 1973년 7월 10일 지정                                                       |                                   |
| 42호  |                                                                                         | (미상) |                                                   |                      |                                                                            |                                   |
| 43호  |                                                                                         | (미상) |                                                   |                      |                                                                            |                                   |
| 44호  |                                                                                         | (미상) |                                                   |                      |                                                                            |                                   |
| 45호  |                                                                                         | (미상) |                                                   |                      |                                                                            |                                   |
| 46호  |                                                                                         | 명성황후 생가 (明成皇后生家)                                                                                 | 경기 여주시 능현동 250-2                          | 여주시               | 1973년 7월 10일 지정                                                       |                                   |
| 47호  |                                                                                         | 강화유수부 동헌 (江華留守府東軒)                                                                             | 경기 강화군 강화읍 관청리 743                     | 강화군               | 1973년 7월 10일 지정, 1995년 3월 1일 해제, 인천 유형문화재 제25호로 재지정 |                                   |
| 48호  |                                                                                         | 강화유수부 이방청 (江華留守府吏房廳)                                                                         | 경기 강화군 강화읍 관청리 743                     | 강화군               | 1973년 7월 10일 지정, 1995년 3월 1일 해제, 인천 유형문화재 제26호로 재지정 |                                   |
| 49호  |                                                                                         | 지공선사부도및석등 (指空禪師浮屠및石燈)                                                                      | 경기 양주시 회암동 산8-1                          | 회암사               | 1974년 9월 26일 지정                                                       |                                   |
| 50호  |                                                                                         | 나옹선사부도및석등 (儺翁禪師浮屠및石燈)                                                                      | 경기 양주시 회암동 산8-1                          | 회암사               | 1974년 9월 26일 지정                                                       |                                   |
| 51호  |                                                                                         | 무학대사비 (無學大師碑)                                                                                      | 경기 양주시 회암동 산8-1                          | 회암사               | 1974년 9월 26일 지정                                                       |                                   |
| 52호  |                                                                                         | 회암사지 부도탑 (檜岩寺址浮屠塔)                                                                             | 경기 양주시 회암동 산14-1                         | 회암사               | 1974년 9월 26일 지정                                                       |                                   |
| 53호  |                                                                                         | 불암사경판 (佛岩寺經板)                                                                                      | 경기 남양주시 불암산로190(별내동)                 | 조계종불교중앙박물관 | 1974년 9월 26일 지정                                                       |                                   |
| 54호  |                                                                                         | (미상) |                                                   |                      |                                                                            |                                   |
| 55호  |                                                                                         | (미상) |                                                   |                      |                                                                            |                                   |
| 56호  |                                                                                         | (미상) |                                                   |                      |                                                                            |                                   |
| 57호  |                                                                                         | 보문사석실 (普門寺石室)                                                                                      | 경기 강화군 삼산면 매음리 629-1                   | 보문사               | 1974년 9월 26일 지정, 1995년 3월 1일 해제, 인천 유형문화재 제27호로 재지정 |                                   |
| 58호  |                                                                                         | 교동향교 (喬桐鄕校)                                                                                          | 경기 강화군 교동면 읍내리 148                     | 김학수               | 1974년 9월 26일 지정, 1995년 3월 1일 해제, 인천 유형문화재 제28호로 재지정 |                                   |
| 59호  |                                                                                         | 약사여래좌상 (藥師如來坐像)                                                                                  | 경기 하남시 교산동 55-1                           | 하남시               | 1974년 9월 26일 지정, 1989년 12월 29일 해제, 보물 제981호로 승격           |                                   |
| 60호  |                                                                                         | 청룡사대웅전 (靑龍寺大雄殿)                                                                                  | 안성군 서운면 청룡리 28                           | 안성군               | 1974년 9월 26일 지정, 1985년 6월 18일 해제, 보물 제824호로 승격            |                                   |
| 61호  |                                                                                         | 화석정 (花石亭)                                                                                              | 경기 파주시 파평면 율곡리 산100-1                 | 파주시               | 1974년 9월 26일 지정                                                       |                                   |
| 62호  |                                                                                         | 궐리사성적도 (闕里祠聖蹟圖)                                                                                  | 경기 오산시 궐동 152                              | 신종삼               | 1974년 9월 26일 지정                                                       |                                   |
| 63호  |                                                                                         | 현등사삼층석탑 (懸燈寺三層石塔)                                                                              | 경기 가평군 조종면 운악리 163                     | 현등사               | 1974년 9월 26일 지정                                                       |                                   |
| 64호  |                                                                                         | 청성사 (淸城祠)                                                                                              | 경기 포천시 신북면 가채리 산23-2                  | 최병식               | 1975년 9월 5일 지정                                                        |                                   |
| 65호  |                                                                                         | 보문사마애석불좌상 (普門寺磨崖石佛坐像)                                                                      | 경기 강화군 삼산면 매음리 629-1                   | 보문사               | 1975년 9월 5일 지정, 1995년 3월 1일 해제, 인천 유형문화재 제29호로 지정    |                                   |
| 66호  |                                                                                         | (미상) |                                                   |                      |                                                                            |                                   |
| 67호  |                                                                                         | 강화석수문 (江華石水門)                                                                                      | 경기 강화군 강화읍 신문리                         | 강화군               | 1975년 9월 5일 지정, 1995년 3월 1일 해제, 인천 유형문화재 제30호로 지정    |                                   |
| 68호  |                                                                                         | (미상) |                                                   |                      |                                                                            |                                   |
| 69호  |                                                                                         | 팔달문동종 (八達門銅鐘)                                                                                      | 경기 수원시 영통구 창룡문길 443 수원박물관        | 수원시               | 1976년 7월 3일 지정                                                        |                                   |
| 70호  |                                                                                         | 용연서원 (龍淵書院)                                                                                          | 경기 포천시 신북면 신평2리 165                    | 서유석               | 1976년 8월 27일 지정                                                       |                                   |
| 71호  |                                                                                         | 홍계남장군고루비 (洪季男將軍古壘碑)                                                                          | 경기 안성시 미양면 구수리 산87-1                  | 안성시               | 1977년 10월 13일 지정                                                      |                                   |
| 72호  |                                                                                         | 사나사원증국사탑 (舍那寺圓證國師塔)                                                                          | 경기 양평군 옥천면 용천리 304                     | 사나사               | 1978년 10월 10일 지정                                                      |                                   |
| 73호  |                                                                                         | 사나사원증국사석종비 (舍那寺圓證國師石鐘碑)                                                                  | 경기 양평군 옥천면 용천리 304                     | 사나사               | 1978년 10월 10일 지정                                                      |                                   |
| 74호  |                                                                                         | 행주대첩비 (幸州大捷碑)                                                                                      | 경기 고양시 덕양구 행주내동 산26-1                | 고양시               | 1978년 10월 10일 지정                                                      |                                   |
| 75호  |                                                                                         | 인평대군치제문비 (麟平大君致祭文碑)                                                                          | 경기 포천시 신북면 신평리 산46-1                  | 이춘남               | 1978년 10월 10일 지정                                                      |                                   |
| 76호  |                                                                                         | 정조 어제 채제공 뇌문비 (正祖 御製 蔡濟恭 誄文碑)                                                            | 경기 용인시 역북동 산3-12                         | 조성기               | 1978년 11월 10일 지정, 2017년 6월 14일 명칭 변경                           | , 보관됨 2017-12-26 - 웨이백 머신 |
| 77호  |                                                                                         | 자운서원묘정비 (紫雲書院廟庭碑)                                                                              | 경기 파주시 법원읍 동문리 산5-1                   | 파주유림             | 1978년 11월 10일 지정, 2013년 2월 21일 해제, 사적 제525호로 승격           |                                   |
| 78호  |                                                                                         | 안성죽산리삼층석탑 (安城竹山里三層石塔)                                                                      | 경기 안성시 죽산면 죽산리 240-2                   | 안성시               | 1978년 11월 10일 지정                                                      |                                   |
| 79호  |                                                                                         | 오명항선생토적송공비 (吳命恒先生討賊頌功碑)                                                                  | 경기 안성시 낙원동 609                            | 안성시               | 1978년 11월 10일 지정                                                      |                                   |
| 80호  |                                                                                         | 이원익선생영정 (李元翼先生影幀)                                                                              | 경기 광명시 소하동 1086                           | (주) 충현            | 1978년 11월 10일 지정                                                      |                                   |
| 81호  |                                                                                         | 효령대군영정 (孝寧大君影幀)                                                                                  | 경기 과천시 중앙동 85-1                           | 연주암               | 1978년 11월 10일 지정                                                      |                                   |
| 82호  |                                                                                         | 어사대비 (御射臺碑)                                                                                          | 경기 양주시 유양동 산33-102                       | 양주시               | 1978년 11월 10일 지정                                                      |                                   |
| 83호  |                                                                                         | 보광사대웅보전 (普光寺大雄寶殿)                                                                              | 경기 파주시 광탄면 영장리 13                      | 보광사               | 1979년 9월 3일 지정                                                        |                                   |
| 84호  |                                                                                         | 대로사비 (大老祠碑)                                                                                          | 경기 여주시 하동 200-1                            | 신정자               | 1979년 9월 3일 지정                                                        |                                   |
| 85호  |                                                                                         | 윤계선생순절비 (尹棨先生殉節碑)                                                                              | 경기 화성시 남양읍 남양리 1392-1                  | 화성시               | 1979년 9월 3일 지정                                                        |                                   |
| 86호  |                                                                                         | (미상) |                                                   |                      |                                                                            |                                   |
| 87호  |                                                                                         | 북한산성금위영이건기비 (北漢山城禁衛營移建記碑)                                                              | 경기 고양시 덕양구 북한동 132                     | 고양시               | 1979년 9월 3일 지정                                                        |                                   |
| 88호  |                                                                                         | 광주유정리석불좌상 (廣州柳井里石佛坐像)                                                                      | 경기 광주시 도척면 유정리 222-7                   | 유한근               | 1979년 9월 3일 지정                                                        |                                   |
| 89호  |                                                                                         | 안성죽산리당간지주 (安城竹山里幢竿支株)                                                                      | 경기 안성시 죽산면 죽산리 728                     | 안성시               | 1979년 9월 3일 지정                                                        |                                   |
| 90호  |                                                                                         | 조헌선생유허추모비 (趙憲先生遺墟追慕碑) (Stele of Jo Heon)                                                   | 경기 김포시 감정동 492                            | 심의석               | 1979년 9월 3일 지정                                                        |                                   |
| 91호  |                                                                                         | 문수사풍담대사부도및비 (文殊寺楓潭大師浮屠및碑) (Stupa and Stele of Buddhist Monk Pungdam at Munsusa Temple) | 경기 김포시 월곶면 성동리 212-13                  | 문수사               | 1979년 9월 3일 지정                                                        |                                   |
| 92호  |                                                                                         | 석수동마애종 (石水洞磨崖鐘)                                                                                  | 경기 안양시 만안구 석수1동 산32                   | 안양시               | 1980년 6월 2일 지정                                                        |                                   |
| 93호  |                                                                                         | 안양사귀부 (安養寺龜趺)                                                                                      | 경기 안양시 만안구 석수1동 산27                   | 안양사               | 1980년 6월 2일 지정                                                        |                                   |
| 94호  |                                                                                         | 삼막사마애삼존불 (三幕寺磨崖三尊佛)                                                                          | 경기 안양시 만안구 석수동 산10-1                  | 삼막사               | 1980년 6월 2일 지정                                                        |                                   |
| 95호  |                                                                                         | 삼막사동종 (三幕寺銅鐘)                                                                                      | 경기 안양시 석수동 산10-1                         | 삼막사               | 1979년 9월 3일 지정, 1991년 4월 12일 해제, 화재로 전소                     |                                   |
| 96호  |                                                                                         | 청계사동종 (淸溪寺銅鐘)                                                                                      | 경기 의왕시 양지편1로 11(청계동)                  | 청계사               | 1980년 6월 2일 지정, 2000년 2월 15일 해제, 보물 제11-7호로 승격            |                                   |
| 97호  |                                                                                         | 안성죽산리석불입상 (安城竹山里石佛立像)                                                                      | 경기 안성시 죽산면 죽산리 산6-2                   | 안성시               | 1980년 6월 2일 지정                                                        |                                   |
| 98호  |                                                                                         | 여주계신리마애여래입상 (驪州桂信里磨崖如來立像)                                                              | 경기 여주시 홍천면 계신리 559                     | 여주시               | 1980년 6월 2일 지정                                                        |                                   |
| 99호  |                                                                                         | 봉림사목조여래좌상 (鳳林寺木造如來坐像)                                                                      | 경기 화성시 주석로80번길 139                      | 봉림사               | 1979년 9월 3일 지정, 1989년 12월 29일 해제, 보물 제980호로 승격            |                                   |
| 100호 |                                                                                         | 온온사 (穩穩舍)                                                                                              | 경기 과천시 관문동 107-5                          | 과천시               | 1980년 6월 2일 지정                                                        |                                   |